# Rolling Stars and Planets

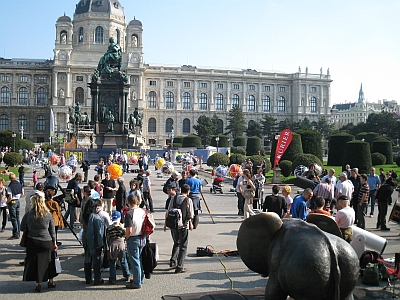
Auftaktveranstaltung der Rolling Stars and Planets vor dem Kunsthistorischen Museum Wien

Rolling Stars and Planets ist ein österreichisches Kunstprojekt bestehend aus Ausstellungen und Vorführungen von Kugelobjekten. An dem Projekt unter Leitung von Elisabeth Ledersberger-Lehoczky sind rund 25 mehrheitlich österreichische Künstler beteiligt.

## Gestaltung

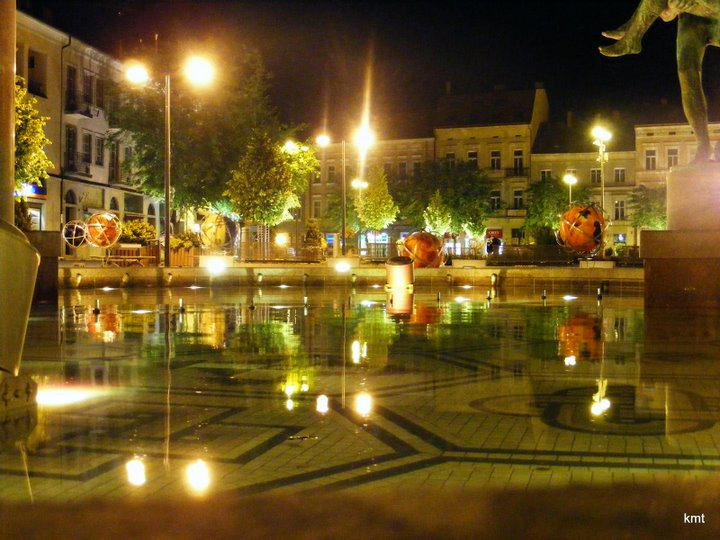
Ausstellung in Szombathely, Ungarn

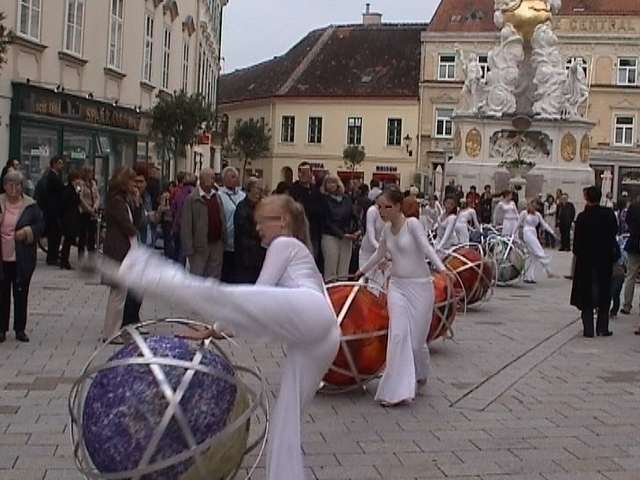
Tanzperformance in Baden, Niederösterreich

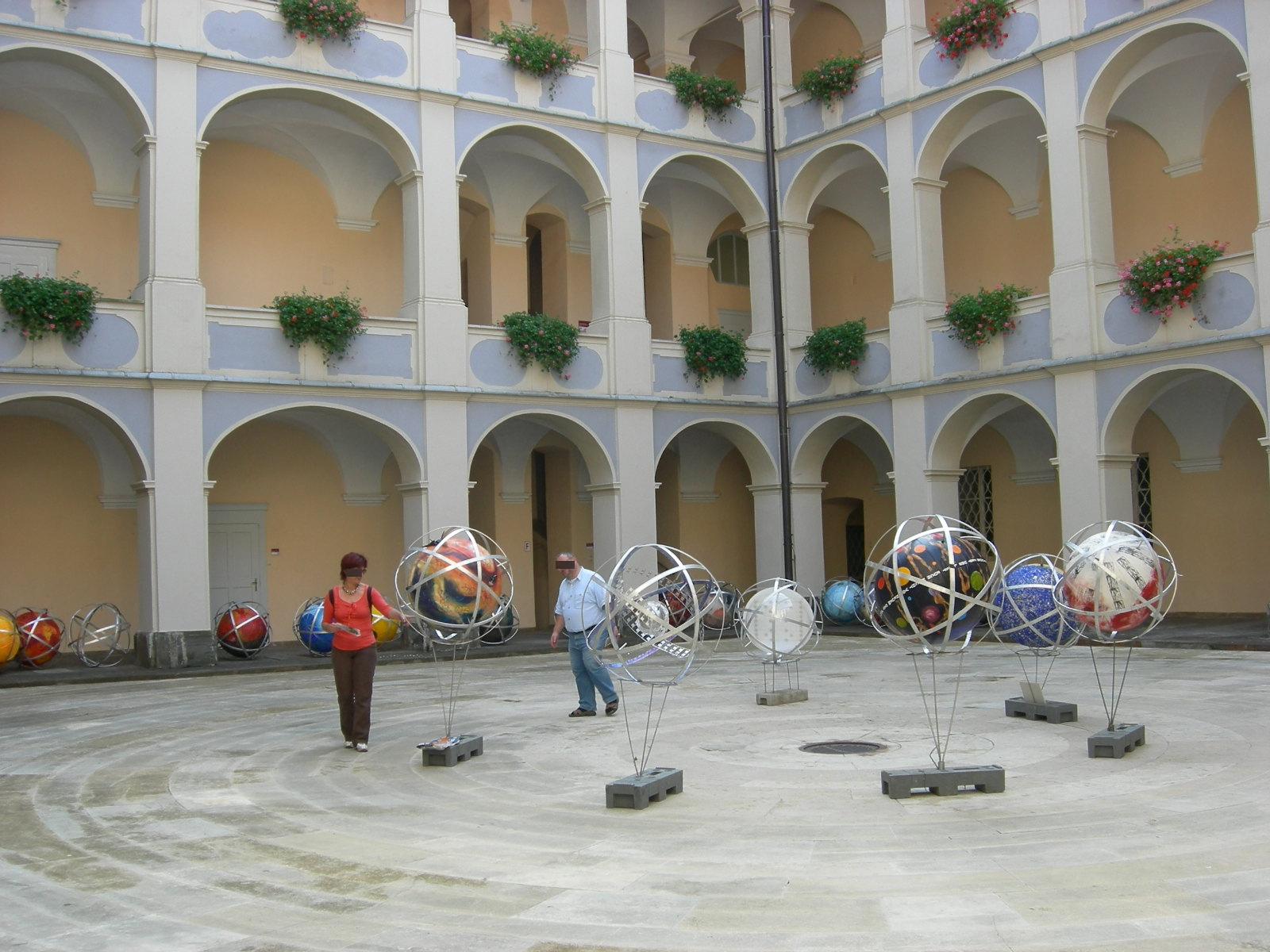
Ausstellung in Schloss Piber, Steiermark

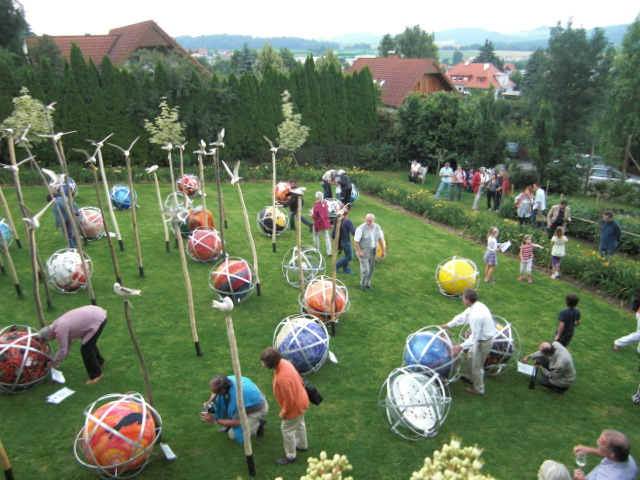
Garten und Kunst; bellabayer – das Gartenatelier, Hartberg, Steiermark

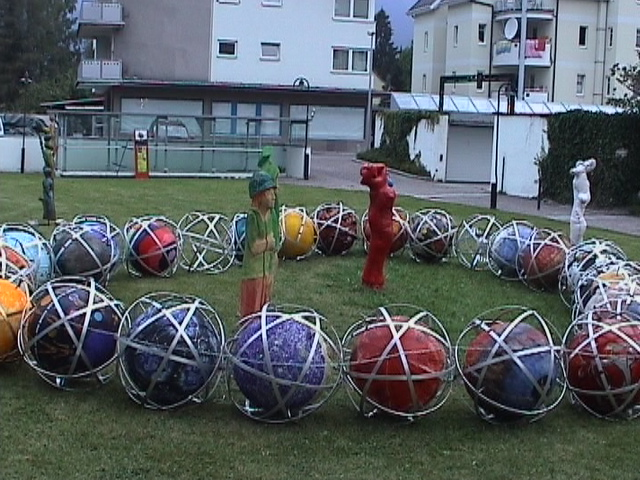
Ausstellung in Reutte, Tirol

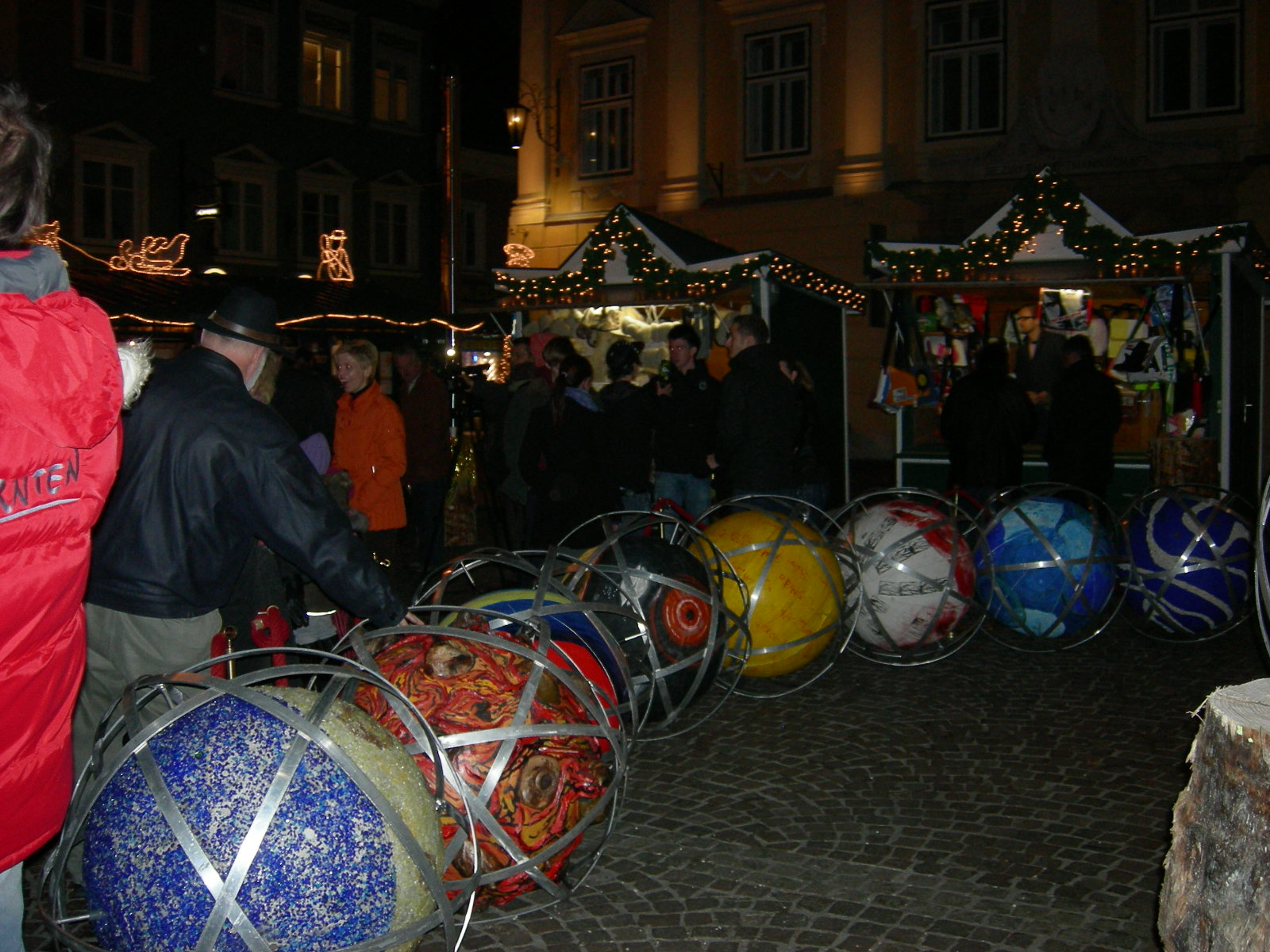
Ausstellung in St. Veit an der Glan, Kärnten

Rolling Stars and Planets sind kugelförmige Kunstobjekte, die im Format und Erscheinungsbild einheitlich angelegt, aber von den rund 25 Künstlern unterschiedlich bemalt oder objektartig gestaltet wurden.
Der äußere „Rahmen“, eine Erfindung von Ledersberger-Lehoczky, besteht aus ringförmigen Aluminium-Bändern mit einem Durchmesser von etwa 100 cm. Dieser Rahmen bildet einen assoziativen Verweis auf die Bewegungsbahnen von Himmelskörpern. Er dient zusätzlich als Schutz, erleichtert das Rollen und gibt den individuell gestalteten Objekten ein verbindendes Element.
Die inneren Teile mit einem Durchmesser von rund 75 cm wurden zu den unterschiedlichsten Ideen aus Astronomie, Astrologie, Mythologie und Sagen von den einzelnen Künstlern individuell gestaltet.

## Entwicklung
Im Herbst 2008 organisierten Ledersberger-Lehoczky und István Jankovics im Gothard Astrophysikalischen Observatorium der Loránd-Eötvös-Universität in Szombathely ein Symposium. Das Thema war Der Mensch im Weltraum. Im Rahmen dieser Veranstaltung wurden auch Skulpturen von fünf Bildhauern gezeigt. Im Rahmen des „Planetra Science Congess“ 2008 in Münster stellte Ledersberger-Lehoczky ein Projekt für das Jahr der Astronomie 2009 vor, welches das Thema Astronomie künstlerisch interpretieren sollte.
Die Idee zu einer gemeinsamen Aktion mit individuell gestalteten Kugelbildern hatten Günther Frank und Elisabeth Ledersberger-Lehoczky, die Weiterentwicklung erfolgte unter Beteiligung des Bildhauers János Kalmár.

## Umsetzung
Zum Jahr der Astronomie 2009 wurden von 25 Künstlern, mehrheitlich aus dem Bekanntenkreis der Initiatoren, kugelförmige Bilder und Objekte geschaffen. Dabei verwendeten die Künstler unterschiedliche Techniken wie Malerei oder Collage oder führten das Kugelinnere überhaupt als Objekt aus. Einige der teilnehmenden Künstler sind Mitglied in der Sektion Bildhauerei in der Berufsvereinigung der Bildenden Künstler Österreichs, deren Leiterin Ledersberger-Lehoczky ist.
Zu jedem Kugelbild wurde vom betreffenden Künstler eine Beschreibung verfasst, welche die Idee und die Technik beschreibt.
Die erste Veranstaltung fand am 4. April 2009 am Platz vor dem Naturhistorischen Museum in Wien statt. An diesem internationalen Tag der Astronomie wurde im Rahmen der „100 Stunden Astronomie“ die erste Rollaktion durchgeführt. Dabei wurden die Kugeln von den Künstlern rund um die Maria Theresien-Statue gerollt.
Im Mai 2009 erarbeitete die BiondekBühne Theater- und Tanzwerkstatt in Baden bei Wien mit einer 14-köpfigen Tanz-Performance-Gruppe, der „Ladies-First-Ladies“, eine eigene Choreografie zum Thema der Rolling Stars and Planets. Diese Performance wurde im Rahmen der Rollaktionen in Baden und Linz aufgeführt.
Die Performancegruppe SF – SlowForward präsentierte bei der Auftaktveranstaltung am Maria-Theresienplatz ihre Nummer „Atem des Kosmos“, die eigens für die Rolling Stars and Planets choreografiert worden war. Beim Aktionstag in Linz am 3. September 2009 wurde diese Performance wiederholt.
Das Jahr 2010 eröffneten die Rolling Stars mit einer Publikums-Rollaktion vor dem Künstlerhaus Graz.

## Beschreibung
„Das Motiv „Kugel“ ist ein Ur-Symbol der Bewegung, auch die Konstruktivisten haben dieses Motiv aufgegriffen und kinetische Objekte ersonnen um die Wechselbeziehung von Bewegung und Farbe zu thematisieren. Die an „Rolling Stars and Planets“ beteiligten KünstlerInnen müssen ebenfalls auf die Kugelform reagieren; diese formale Prämisse in Kombination mit dem Thema Astronomie evoziert faszinierend divergierende Assoziationen und Transformationen.“

## Künstler des Projekts

### Bildende Künstler und Titel der Werke
1. Johannes Angerbauer-Goldhoff: Golden Star – Back to Earth
2. Lisa Bäck: Seelen-Welt
3. Ulrike Chladek: Per Artes ad Astra
4. Günther Frank: Meine kleine Welt
5. Susanne Fruhwirth-Nievoll: Sonne
6. Edeltraud Führer: Von der Erde bis an den Rand der Ewigkeit
7. Silvia Gröbner: Lichtgruß der Libellen
8. I.FLOW: Braucht es noch einen Titel?
9. Christine Kertz: Himmelskörper
10. C.F.J. König: Himmel und Hölle
11. Gerhard Kramer: Hinter dem Mond
12. Milan Jan Krkoska: Eine Vision
13. Beate Landen-Karlhuber: Don't make it happen
14. Elisabeth Ledersberger-Lehoczky: Alles dreht sich
15. Johannes Lehner: Die Sonne
16. MACON (Maria Consuelo Vargas de Speiss)(seit Sommer 2009): Boot People I
17. Edda Mally (Seit Anfang 2010): Das Auge des Kosmos
18. Claudia Mezzina-Macher: Il Punto in Piu
19. Tamara O’Byrne:47.487BG/10.732 LG
20. Oroszy Csaba (HU): o.T.[Anm 1]
21. Renate Polzer: Blue Moon Blues
22. Christian Reichhold: Rolling Stars
23. Martina Schettina: Die Sonne
24. Michael Schlapschy: Fire Star
25. Uwe Schwarz (D): Urmutter
26. Anga Sterrenberg: Schach
27. Heidi Tschank: Die Blaue Venus

### Schüler
- Schüler des Gymnasiums Neunkirchen: Vernetzung
- Schüler der Volksschule Köflach: Planet Erde aus der Sicht der Kinder

### Tanz- bzw. Performancegruppen
- „Ladies-First-Ladies“ von der BiondekBühne Baden. Choreografie: Magdalena Wiesmann[9]
- „SlowForward“ – unter der Leitung von Franz Sramek.[10]

## Ausstellungen und Aktionen

### Aktionen 2009
- 4. April: Auftaktveranstaltung mit Rollaktion am Maria-Theresien-Platz zwischen Naturhistorischem und Kunsthistorischem Museum Wien.[11]
- 6.–20. April: Ausstellung der Kunstobjekte im und vor dem Wiener Planetarium, vor der Kuffner-Sternwarte, im Barockhof Altes Rathaus Wien, in Zusammenarbeit mit der Universitätssternwarte Wien.
- BG und BRG Neunkirchen: Schüler der Maturaklasse setzen sich mit dem Thema Astronomie im Rahmen des fächerübergreifenden Unterrichts auseinander und gestalten gemeinsam ihr eigenes Universum
- 5.–13. Mai: Gothard Astrophysikalisches Institut der Eötvös-Loránd-Universität Ungarn. Die Freilichtausstellung mit speziell ausgearbeiteten Fotos und Beiträgen aus der Tätigkeit des Observatoriumsbegründers Gothard Jenö war am Hauptplatz von Szombathely zu sehen.[12][13]
- 15. Mai: BiondekBühne Theater- und Tanzwerkstatt, Baden bei Wien: Eine 14-köpfige Tanz-Performance-Gruppe hat in wochenlanger Vorbereitung eine eigene Choreografie zum Thema der Rolling Stars and Planets erarbeitet und präsentiert diese in einer Performance am Hauptplatz von Baden.[14][15]
- 16.–30. Mai: Burgenländische Amateurastronomen e.V. Eine Ausstellung der Kunstobjekte Rolling Stars in Abstimmung mit einer Astrofotografie-Ausstellung im Haus der Kunst (Baden).[16][17]
- 12. Juni – 5. Juli: Bellabayer – das Gartenatelier, Hartberg, Thema Garten und Kunst.[18][19][20]
- 7. Juli – 2. September: Ars Electronica Center in Linz. SterneStaub – Astronomie und Weltraum. Ausstellung der Kugelbilder.[21][22]
- 3. September: Eröffnung des Ars electronica Festivals am Hauptplatz von Linz mit Kugelbild-Tanzperformance der Ladies-First-Ladies.[23][24][25][26]
- 19. September: Kulturfestival in Reutte mit heimischen Kunst- und Kulturvereinen als Gesamtveranstaltung rund um die Astronomie[27]
- 22.–28. September: Berufsvereinigung Bildender Künstler Landesverband Steiermark: Performance mit heimischen Publikum und Ausstellung im Schloss Piber.
- 27. November: Illuminationsfest in St. Veit an der Glan. Anschließend an die Präsentation im Rahmen einer Rollaktion sind die Kunstobjekte im Rathaus, im Ernst Fuchs-Palast, in der Veranstaltungshalle „Blumenhalle“ sowie im Blumenhotel bis Anfang Januar 2010 zu sehen.[28][29][30]

### Aktionen 2010
- 9. April Künstlerhaus Graz[31]

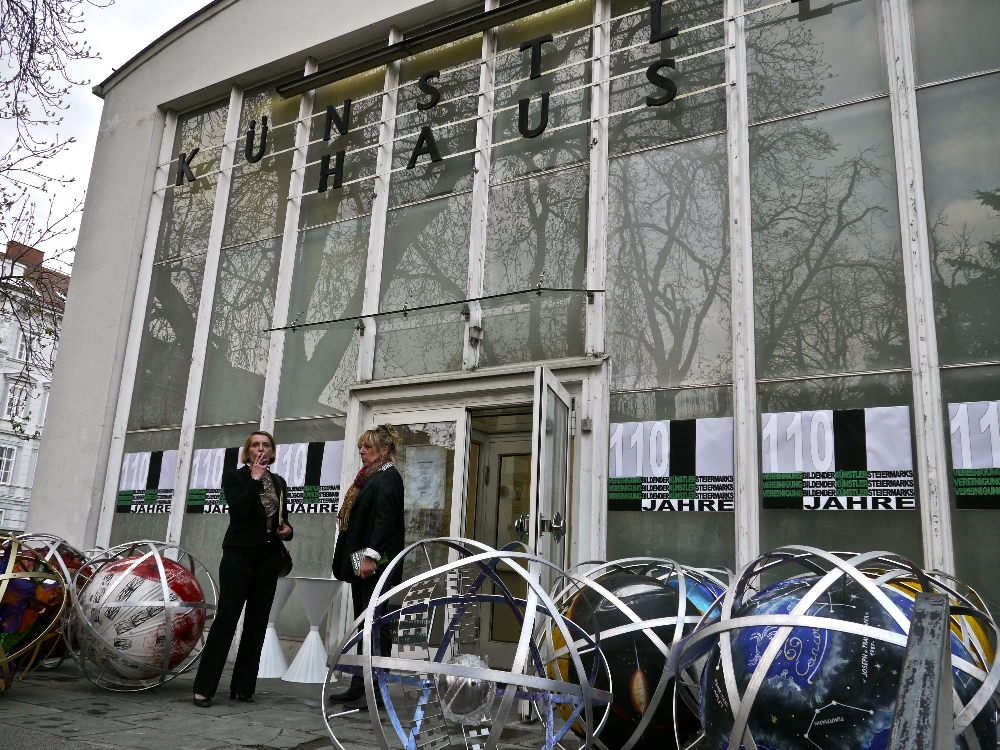
Rolling Stars and Planets vor dem Künstlerhaus Graz 2010

- November bis Dezember 2010, im Rahmen des Wiener Adventzaubers (Christkindlmarkt am Rathausplatz)[32]

### Aktionen 2011
- Juli 2011 Galerie El Magazein Vodnjan/Kroatien[33]

### Aktionen 2012
- Oktober 2012: „Cum Tempore“, Schloss Betnava, Maribor[34]